# Przebrno
Przebrno (niem. Pröbbernau) – część miasta Krynica Morska, w województwie pomorskim, położona na Mierzei Wiślanej, nad Zalewem Wiślanym.

## Informacje ogólne
Przebrno jest oddalone o około 3,5 km na południowy zachód od centrum Krynicy Morskiej, natomiast około 3,1 km na zachód leży wieś Skowronki.
W Przebrnie odbywają się obozy letniskowe dla dzieci i młodzieży.

## Przyroda
W XIX wieku z okolic Przebrna podano rzadki (obecnie w Polsce wymarły) gatunek sieciarki – pazurecznika wielkiego.
Około 800 m na północny wschód od Przebrna znajduje się rezerwat przyrody Buki Mierzei Wiślanej.

## Historia

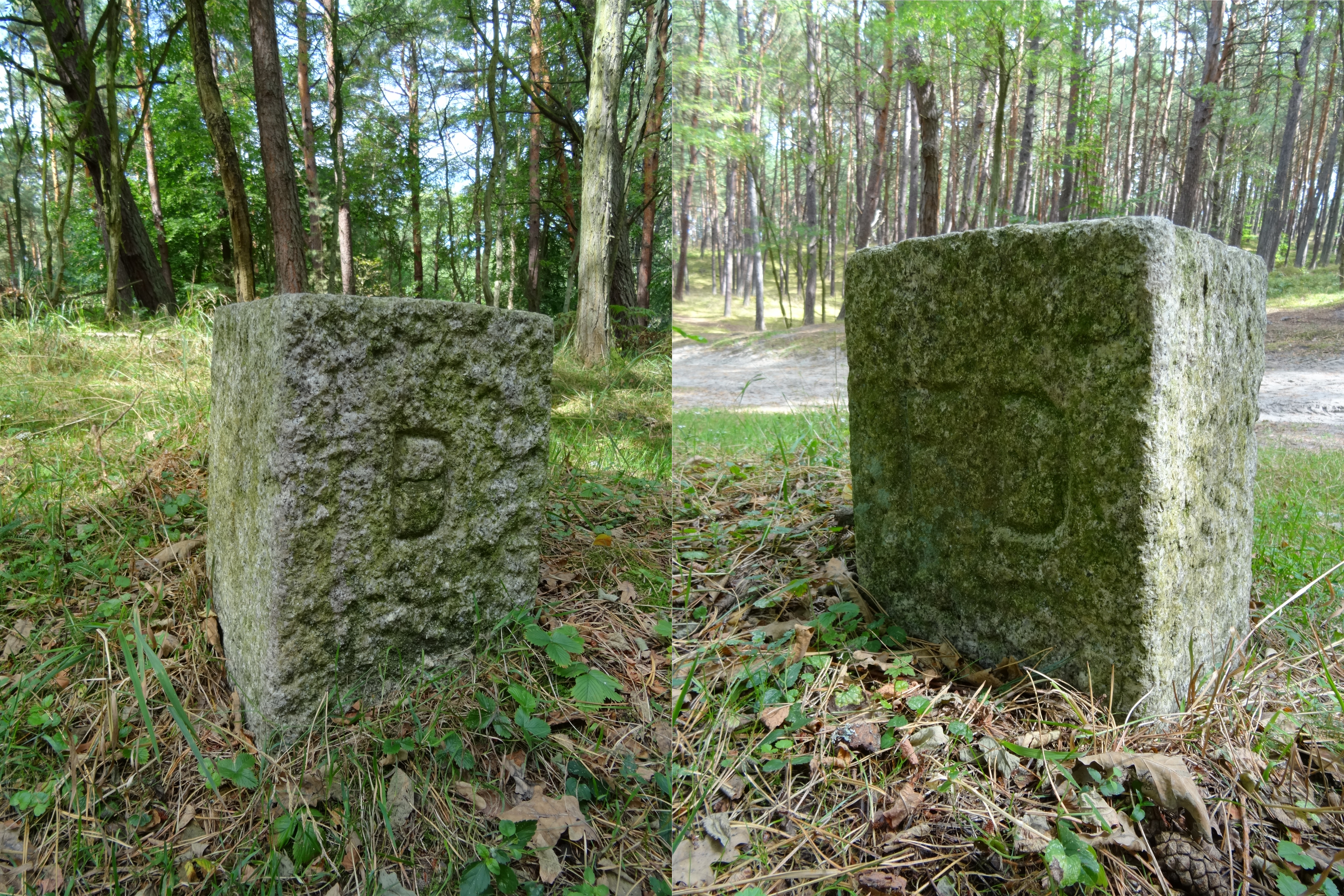
Kamień graniczny w pobliżu dawnego przejścia granicznego Przebrno (Pröbbernau). Znajduje się (2014) w oryginalnym miejscu, na granicy między Wolnym Miastem (FD – Freie Stadt Danzig), a Prusami Wschodnimi (widoczna jest przeróbka: P – Preußen na D – Deutschland). Granica istniała w tym miejscu od 24 grudnia 1920 roku do 1 września 1939 roku. W poprzek Mierzei Wiślanej wyznaczało ją 17 kamieni.

Wieś należąca do Mierzei Wiślanej terytorium miasta Gdańska położona była w drugiej połowie XVI wieku w województwie pomorskim. 
W latach 1920–1939 koło osady przebiegała granica między Niemcami a Wolnym Miastem Gdańsk. Podczas II wojny światowej na obszarze miejscowości znajdował się podobóz (Pröbbernau) niemieckiego obozu koncentracyjnego Stutthof. Jego więźniowie w latach 1939–1945 zbudowali obok miejscowości Polder Przebrno chroniący mierzeję przed powodziami sztormowymi na Zalewie Wiślanym.
W 1948 roku wprowadzono urzędowo polską nazwę Przebrno w miejsce niemieckiej Pröbbernau.
Do 1990 roku Przebrno było wsią w gminie Sztutowo.
W 1991 roku Przebrno wraz z innymi miejscowościami utworzyły miasto Krynica Morska.